# Phallotorynus victoriae
Phallotorynus victoriae és una espècie de peix de la família dels pecílids i de l'ordre dels ciprinodontiformes.

## Morfologia
Els mascles poden assolir els 2,3 cm de longitud total.

## Distribució geogràfica
Es troba a Sud-amèrica: Paraguai (riu Paranà), Argentina (Santa Fe i Corrientes) i Brasil (Mato Grosso).